# Catephiodes trinidadensis
Catephiodes trinidadensis là một loài bướm đêm trong họ Noctuidae.